# Sleen

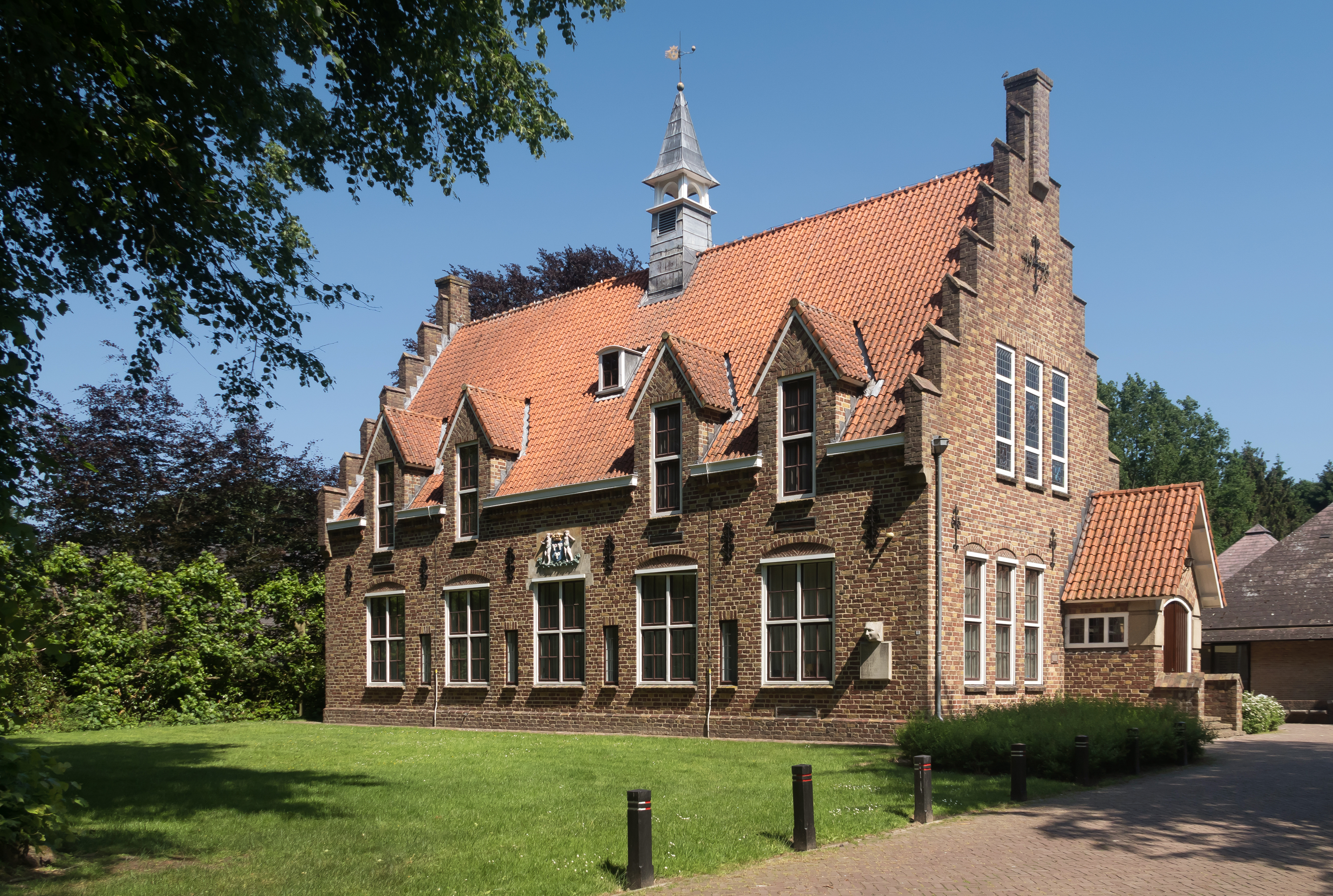
Voormalig gemeentehuis

Sleen (Drents: Slien) is een dorp in de gemeente Coevorden in de Nederlandse provincie Drenthe. Het is in de vroege middeleeuwen ontstaan na splitsing van een oude nederzetting die ongeveer halverwege het huidige Noord-Sleen en Sleen lag. Tot 1998 was Sleen het centrum van de gelijknamige gemeente, in dat jaar werd die bij de gemeente Coevorden gevoegd.

## Geschiedenis
De oudste sporen van bewoning dateren van zo'n 4500 jaar geleden. De hunebedden in deze omgeving zijn daarvan de stille getuigen. Sleen was de hoofdplaats van het dingspel Zuidenveld. Dit dingspel was een rechtsgebied en omvatte vrijwel geheel Zuidoost-Drenthe. Het bestond uit de kerspelen Sleen, Emmen, Odoorn, Zweeloo, Oosterhesselen, Dalen, Schoonebeek en Roswinkel. Als hoofdplaats van het dingspel had (en heeft nog steeds) Sleen de hoogste kerktoren in het gebied. In 1518 was Sleen een zelfstandig schultambt.

## Voorzieningen

### Voormalig gemeentehuis
Het gebouw dat tot 1998 het gemeentehuis van Sleen was kwam later in gebruik als multifunctioneel centrum. De trouwzaal van dit rijksmonument bleef als zodanig in gebruik.

### Sport
De plaatselijke voetbalclub is VV Sleen. De plaatselijke volleybalclub is VC Sleen.

### Recreatie
Sleen ligt aan twee LAW's: het Pieterpad en het Drenthepad en grenst aan natuurgebied Sleenerzand, 1.600 hectare groot.

## Bekende inwoners

### Geboren
- Freerk Bos (1965), acteur
- Salomo Polak (1879-1942), ondernemer en politicus
- Anniek Siebring (1997), volleybalster
- Peter Uneken (1972), voetbaltrainer en voormalig voetballer
- Joël Voordewind (1965), politicus
- Marijn de Vries (1978), wielrenster, journalist
- Klaas Wilting (1943), politieman, correspondent, mediatrainer, televisiepresentator en politicus
- Bart Woering (1991), voetbaldoelman
- Tim de Zeeuw (1956), astronoom

### Ereburger
- De Belgische striptekenaar Marc Sleen was ereburger van Sleen.

## Galerij

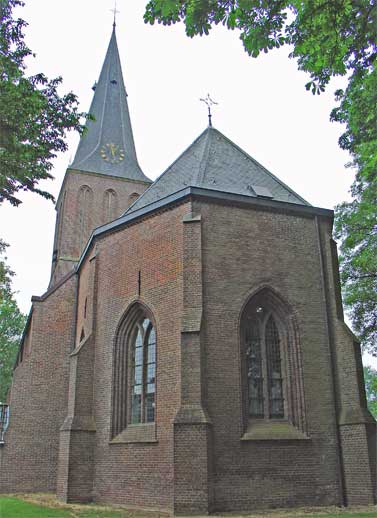
Kerk van Sleen
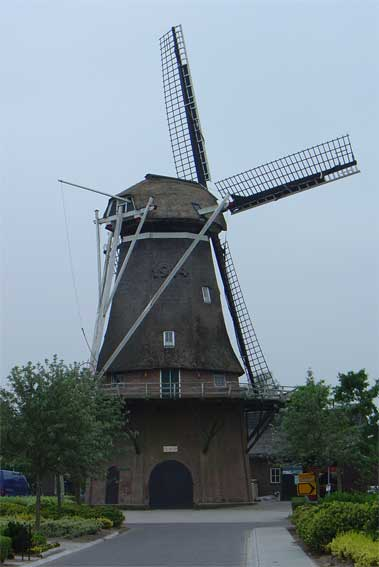
Molen de Hoop
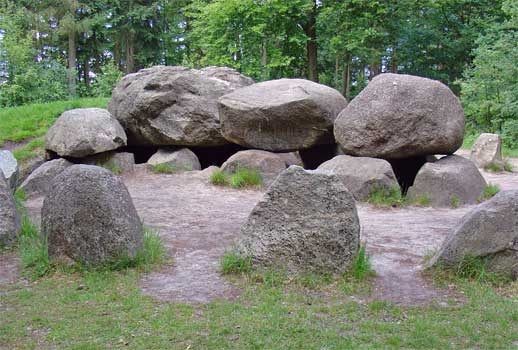
De Papeloze kerk in de boswachterij Sleenerzand
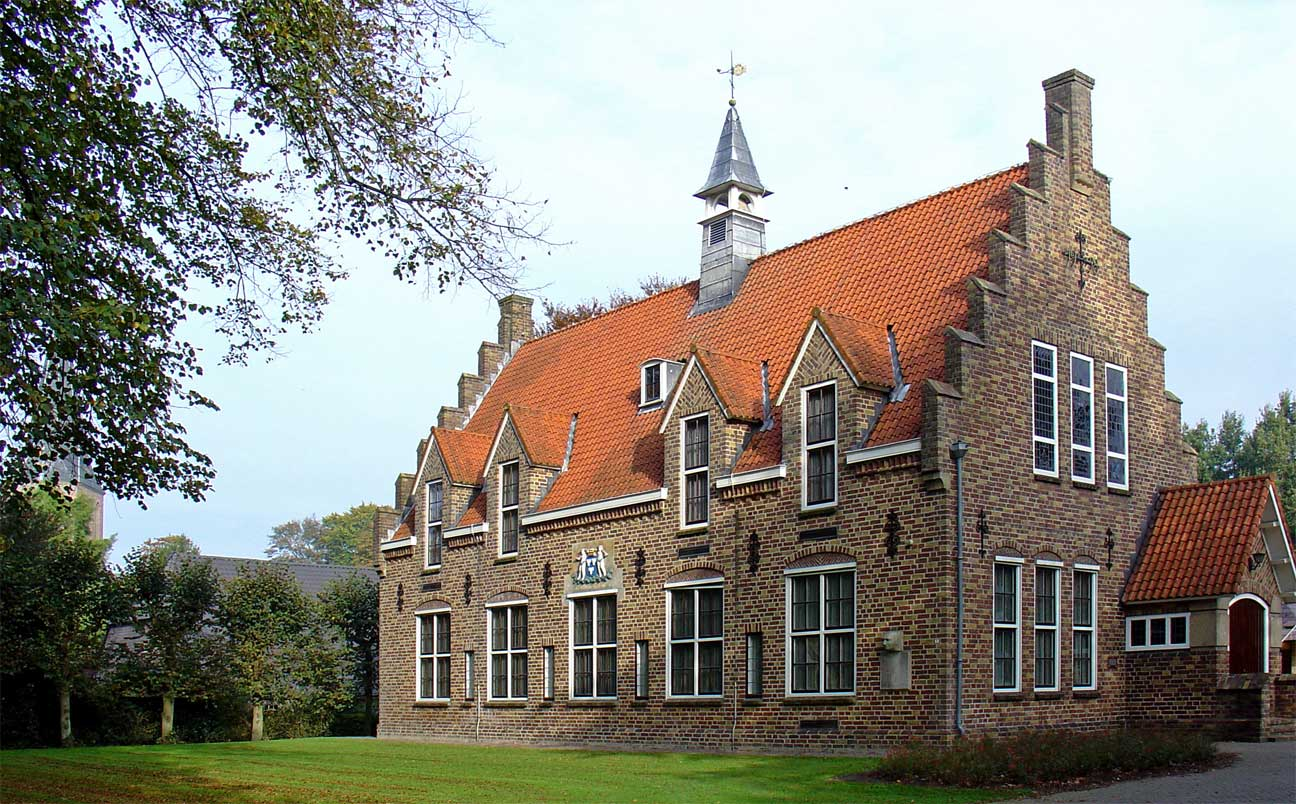
Gemeentehuis van de voormalige gemeente Sleen